# Blast from Your Past
Blast from Your Past é um álbum de compilação do músico de rock britânico Ringo Starr, lançado pela Apple Records em 1975. É a primeira coletânea de Starr e seu lançamento final com a EMI. Foi também o último álbum a ser lançado pela gravadora Apple até sua reativação nos anos 1990.

## Faixas
Lado um
1. "You're Sixteen (You're Beautiful and You're Mine)" (Robert B. Sherman, Richard Sherman) – 2:47
2. "No No Song" (Hoyt Axton, David Jackson) – 2:29
3. "It Don't Come Easy" (Richard Starkey) – 3:02
4. "Photograph" (Starkey, George Harrison) – 3:55
5. "Back Off Boogaloo" (Starkey) – 3:18

Lado dois
1. "Only You (And You Alone)" (Buck Ram) – 3:23
2. "Beaucoups of Blues" (Buzz Rabin) – 2:32
3. "Oh My My" (Starkey, Vini Poncia) – 4:17
4. "Early 1970" (Starkey) – 2:19
5. "I'm the Greatest" (John Lennon) – 3:22